# Spilogona chishimensis
Spilogona chishimensis este o specie de muște din genul Spilogona, familia Muscidae, descrisă de Shinonaga și Zhang în anul 2000. Conform Catalogue of Life specia Spilogona chishimensis nu are subspecii cunoscute.